# Aplysiida
Aplysiida è un ordine di molluschi gasteropodi.

## Tassonomia
L'ordine comprende due superfamiglie:
- Akeroidea Mazzarelli, 1891
- Aplysioidea Lamarck, 1809